# Formentera (canción)
«Formentera» es una canción de la cantante española Aitana, en colaboración con la cantante argentina Nicki Nicole, lanzada el 3 de diciembre de 2021 como el primer sencillo del proyectado tercer álbum de estudio de la cantante, titulado Alpha. La canción ha alcanzado notable éxito en España, llegando a ser certificada con seis Discos de Platino por PROMUSICAE, además de alcanzar el tercer puesto en listas de ventas de canciones en su primera semana de lanzamiento.

## Antecedentes y composición
La canción fue anunciada por Aitana en una entrevista en el programa de entretenimiento de Antena 3 El hormiguero, pocos días antes. En ese mismo programa anunció que sería en colaboración con Nicki Nicole y que pertenecería al género del pop electrónico. En febrero de 2022 lanzaron 2 remixes oficiales llevados a cabo por dos disc-jockeys: Garabatto y Rusowsky, ambos publicados directamente en plataformas digitales.

## Recepción

### Comercial
La canción debutó en el número tres en las listas musicales de España, además de formar parte durante varios meses de la lista de LOS40, donde alcanzó el número 1 en marzo de 2023. Alcanzó su primer disco de platino al mes del lanzamiento y ha obtenido seis discos de platino en su vida comercial por superar las 300 000 unidades de venta en España. Además, ha obtenido un disco de Oro en Argentina y otro disco de Platino en Uruguay. A finales de 2023, coincidiendo con la gira de conciertos Alpha Tour de la cantante, la canción fue certificada en Colombia con un disco de Oro y en Perú con uno de Platino.

## Videoclip
El videoclip de la canción fue lanzado el mismo día en la plataforma Youtube, siendo dirigido por el dúo Ambiwo, formado por Iris Valles y Alba Ricart, con las que había trabajado en «Berlín». Además de las dos cantantes, también aparece el actor y modelo Julio Taeño, interpretando al interés amoroso de Aitana durante el vídeo.

## Formatos
| Descarga digital |                                 |          |  |
| N.º              | Título                          | Duración |  |
| 1.               | «Formentera» (con Nicki Nicole) | 3:26     |  |

| Videoclip |                                 |          |  |
| N.º       | Título                          | Duración |  |
| 1.        | «Formentera» (con Nicki Nicole) | 3:31     |  |

| Descarga digital |                                                               |          |  |
| N.º              | Título                                                        | Duración |  |
| 1.               | «Formentera - Garabatto Remix» (con Nicki Nicole y Garabatto) | 3:12     |  |

| Descarga digital |                                                             |          |  |
| N.º              | Título                                                      | Duración |  |
| 1.               | «Formentera - Rusowsky Remix» (con Nicki Nicole y Rusowsky) | 2:10     |  |

## Posicionamiento en listas
| País      | Lista             | Posición | Ref.   |
| Europa    | Europa            | Europa   | Europa |
| --------- | ----------------- | -------- | ------ |
| España    | PROMUSICAE        | 3        | [ 2 ]  |
| España    | Top 50 Radios     | 1        | [ 6 ]  |
| España    | Los40 España      | 1        | [ 5 ]  |
| América   |                   |          |        |
| Argentina | Billboard Hot 100 | 53       | [ 7 ]  |
| Paraguay  | Monitor Latino    | 89       | [ 8 ]  |

## Certificaciones
| País      | Organismo certificador | Certificación | Ventas certificadas | Ref.   |
| --------- | ---------------------- | ------------- | ------------------- | ------ |
| Argentina | CAPIF                  | 1× Oro        | 10 000              | [ 9 ]  |
| Colombia  | ASINCOL                | 1× Oro        | 5 000               | [ 10 ] |
| España    | PROMUSICAE             | 6× Platino    | 360 000             | [ 2 ]  |
| Perú      | UNIMPRO                | 1× Platino    | 20 000              | [ 10 ] |
| Uruguay   | CUD                    | 1× Platino    | 4 000               | [ 11 ] |